# Латгипрогорстрой
Институт «Латгипрогорстрой» (латыш. "Pilsētprojekts", полное название — Латвийский государственный институт проектирования городского строительства) — основной институт проектирования жилых домов в Латвийской ССР. Создан в 1951, расформирован в 1990 году.

## История
Основанный в начале пятидесятых годов, институт принимал самое деятельное участие в возникновении практически всех новых микрорайонов. Его серийными домами застроены новостройки советского периода, от Кенгарагса до Золитуде.
Невзрачные, обладающие огромным количеством дефектов, они выполняли главную задачу — предоставляли городу большое количество недорогого жилья. Построенные с большим запасом прочности, они до сих пор являются основным жилым фондом латвийских городов и посёлков.
Главными архитекторами института в разное время были: известный архитектор Освальдс Тилманис, главный архитектор Риги, руководитель проекта строительства высотного здания Академии наук Латвии (1951—1956) и его коллега Владимир Шнитников, автор проектов Большой эстрады в Межапарке и Дома спорта «Даугава», имевший большой опыт городского строительства.
Помимо жилых домов в институте разрабатывались проекты школ, детских садов, спортивных сооружений, а также водопроводных и канализационных сетей.
В семидесятые годы архитекторами института Модрисом Гелзисом, Викторсом Валгумсом и Нормундом Паварсом был подготовлен, оставшийся нереализованным, проект строительства нового здания Государственной центральной библиотеки.
Филиалы института действовали в Лиепае и Даугавпилсе. Работы института применялись в строительстве и другими республиками Советского Союза. В числе других проектных институтов принял участие в строительстве города Славутич, нового места жительства сотрудников Чернобыльской АЭС.
До прекращения работы находился в центре города, на улице Горького, нынешней Кр. Валдемара, в доме № 38. 
В 1993 году бывшие сотрудники института на базе его мастерских создают акционерное общество "Pilsētprojekts", а Латвийского институтa городского строительства приватизирует общество с ограниченной ответственностью «Latvijas Projektēšanas sabiedrība», которою основала АО Pilsētprojekts и другие предприятия, созданные бывшими сотрудниками института.